# 提比里斯電視塔

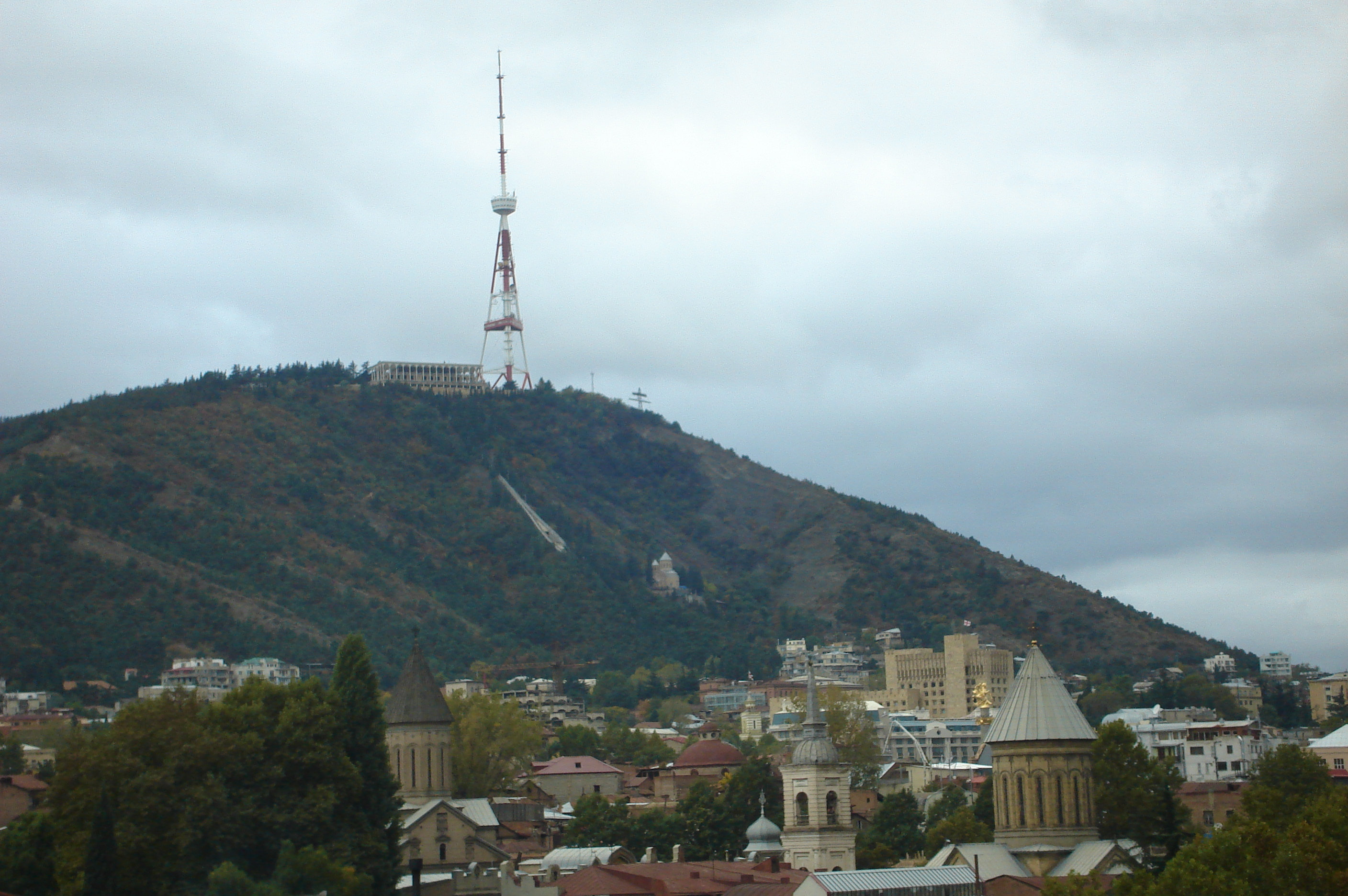

提比里斯電視塔是位於喬治亞首都提比里斯的一座電視塔，竣工於1972年。提比里斯電視塔由設立於1955年的Telecenter of Georgia經營。自電視塔發出的電波用來播出電視及手機等無線通信使用。提比里斯電視塔位於山頂之上，塔高274.5米，算上山峰的海拔高度是719.2米。